# Rodel (Schottland)
Rodel, schottisch-gälisch Roghadal, ist ein kleiner Ort in Schottland. Er liegt am Ende der A859 an der Südspitze von South Harris auf der zu den Äußeren Hebriden gehörenden Insel Lewis and Harris.

## Geschichte
In Rodel befindet sich die auf das 13. Jahrhundert zurückgehende St Clement’s Church. Historisch war Rodel Hauptort der Insel, bevor unter den Earls of Dunmore, welche die Insel 1836 erworben hatten, das weiter nördlich gelegene Tarbert entwickelt wurde. Eine vermutlich mit der St Clement’s Church in Verbindung stehende Anlandestelle am Standort muss bereits zu einem frühen Zeitpunkt bestanden haben. Unter Alexander Macleod of Berneray, der Harris 1779 erworben hatte, setzte eine Zeit des Aufschwungs in Rodel ein. Die Ortschaft entwickelte sich mit der Fischerei und der Kelpgewinnung. Das zentrale Element war der von Macleod in den 1780er Jahren in Auftrag gegebene Rodel Harbour. Ergänzend ließ Macleod Speichergebäude, darunter den nördlich gelegenen Speicher, sowie die Keimzelle des heutigen Rodel Hotels als Lairdssitz errichten. Des Weiteren entstanden eine Spinnerei, eine Wassermühle sowie eine Schule. Spätestens 1786 war der Rodel Harbour fertiggestellt.